# Попово (Кошалінський повіт)
Попово (пол. Popowo) — село в Польщі, у гміні Бендзіно Кошалінського повіту Західнопоморського воєводства.
Населення — 184 особи (2011).

## Демографія
Демографічна структура станом на 31 березня 2011 року:
|          | Загалом | Допрацездатний вік | Працездатний вік | Постпрацездатний вік |
| -------- | ------- | ------------------ | ---------------- | -------------------- |
| Чоловіки | 91      | 19                 | 62               | 10                   |
| Жінки    | 93      | 20                 | 56               | 17                   |
| Разом    | 184     | 39                 | 118              | 27                   |